# Sơn Ngọc Minh
Sơn Ngọc Minh (1920 – 1972) tên Campuchia là Achar Mean là chính khách Campuchia và chủ tịch Đảng Nhân dân Cách mạng Khmer.

## Tiểu sử
Sơn Ngọc Minh sinh năm 1920 tại miền Nam Việt Nam, có cha là người Khmer, mẹ người Việt. Theo Christopher Goscha, ông còn có tên Việt là Phạm Văn Hứa.
Trước khi tham gia hoạt động chính trị Sơn Ngọc Minh đi tu ở một ngôi chùa tại Phnôm Pênh. Năm 1943, Sơn Ngọc Minh tham gia cuộc biểu tình phản đế của 2000 sư sãi, phản đối chính quyền thực dân Pháp đã bắt giam sư sãi một cách vô cớ. Năm 1945 sau khi Đế quốc Nhật Bản đầu hàng, người Pháp mở cuộc tái chiếm Campuchia. Sơn Ngọc Minh đã bỏ thành thị về nông thôn, vận động nhân dân lập chiến khu chống Pháp. Tháng 3 năm 1948, ông thành lập Ủy ban Dân tộc Giải phóng Tây Nam (gồm 4 tỉnh: Takeo, Kampot, Kampong Speu, Kampong Chhnang).
Từ ngày 17 đến 19 tháng 4 năm 1950, quân kháng chiến mở cuộc Đại hội quốc dân để thống nhất phong trào kháng chiến toàn quốc; Đại hội đã quyết định thành lập Chính phủ kháng chiến gọi là Ủy ban Dân tộc Giải phóng Trung ương do Sơn Ngọc Minh làm chủ tịch. Ngày 21 tháng 9 năm 1951, Đảng Nhân dân Cách mạng Khmer thành lập, Sơn Ngọc Minh được cử giữ chức quyền Chủ tịch đảng. Năm 1954, hiệp định Genève ký kết, Việt Minh tiếp thu phía bắc vĩ tuyến 17; Pathet Lào được giao kiểm soát hai tỉnh Phongsaly và Xamneua, trong khi phe Cộng sản Campuchia bị bắt phải giải giới. Sơn Ngọc Minh theo bộ đội Việt Nam tập kết ra miền Bắc Việt Nam.
Ở Hà Nội, ông vẫn là một nhân vật cao cấp trong Đảng. Năm 1972, theo yêu cầu của Ieng Sary Sơn Ngọc Minh được phái đi Bắc Kinh, Trung Quốc nhập viện để được điều trị bệnh cao huyết áp. Tại đây, ông qua đời vào ngày 22 tháng 12 năm 1972. Cái chết của Sơn Ngọc Minh làm giảm ảnh hưởng của Đảng Cộng sản Việt Nam với đảng cộng sản Campuchia đồng thời làm tăng ảnh hưởng của phe Pol Pot.